# Acanthostracion
Acanthostracion es un género de peces cofre de la familia Ostraciidae, del orden Tetraodontiformes.

## Especies
Especies reconocidas del género:
- Acanthostracion guineensis (Bleeker, 1865)
- Acanthostracion notacanthus (Bleeker, 1863)
- Acanthostracion polygonius Poey, 1876
- Acanthostracion quadricornis (Linnaeus, 1758)

### Lectura recomendada
- Krystyna Kowalska, Jan Maciej Rembiszewski, Halina Rolik Mały słownik zoologiczny, Ryby, Wiedza Powszechna, Warszawa 1973 (występuje pod synonimiczną nazwą łacińską).
- Stanisław Rutkowicz: Encyklopedia ryb morskich. Gdańsk: Wydawnictwo Morskie, 1982. ISBN 83-215-2103-7.